# 47 Herculis
47 Herculis, eller k Herculis, är en Am-stjärna och misstänkt variabel i Herkules stjärnbild.
Stjärnan varierar mellan visuell magnitud +5,48 och 5,51 utan någon fastställd periodicitet.